# 贔屭

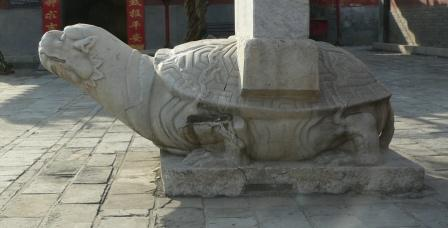
驮碑的贔屭。

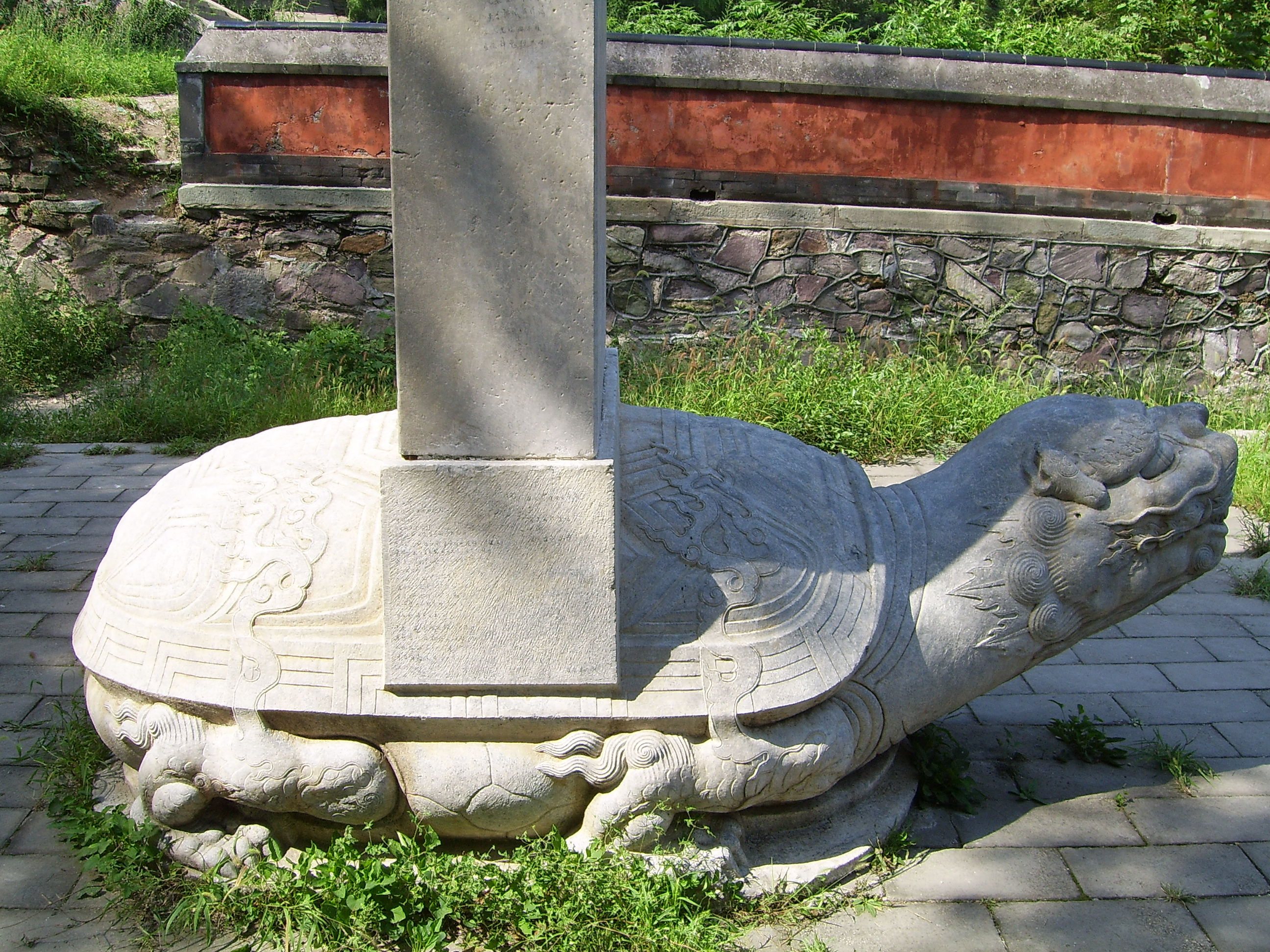
中國北京市香山公園馱碑的贔屭。

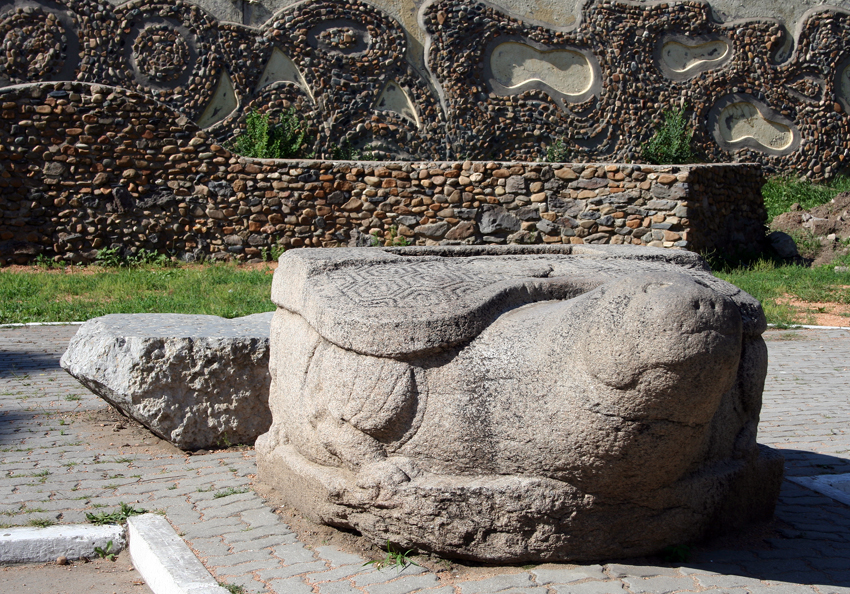
俄羅斯烏蘇里斯克中央公園中的贔屭，于1868年被發現，可能是金代墓葬遺物。

贔屭，又名龜趺、霸下、填下、龍龜、贔屓，龍生九子之一，貌似龜而好負重，有齒，力大可馱負三山五嶽。其背亦負以重物，在多為石碑、石柱之底台及牆頭裝飾，屬靈禽祥獸。其原形可能為斑鱉。

## 傳說

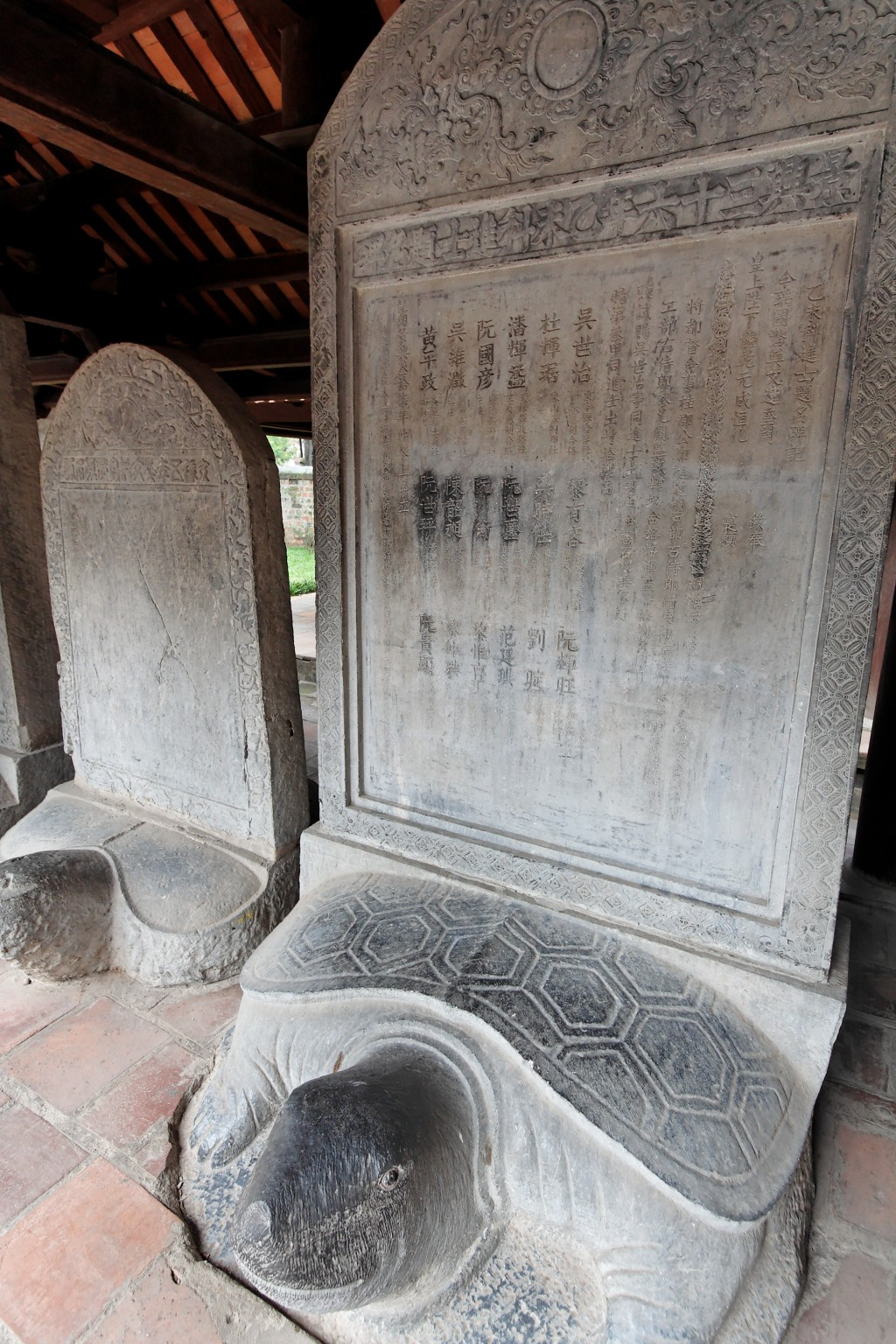
越南河內文廟內科舉高中者的名碑。

傳說贔屭在上古時代常馱著三山五嶽，在江河湖海裡興風作浪。後來大禹治水時收服了它，它服從大禹的指揮，推山挖溝，疏遍河道，為治水作出了貢獻。洪水治服了，大禹擔心贔屭又到處撒野，便搬來頂天立地的巨大石碑，上面刻上大禹治水的功跡，叫贔屭馱著，沉重的石碑壓得它不能隨便行走。贔屭和龜十分相似，但細看卻有差異，贔屭有一排牙齒，而龜類卻沒有，贔屭和龜類在背甲上甲片的數目和形狀也有差異。贔屭並非石龜，為奰㞒的訛稱俗書，是好文的象徵。它總是吃力地向前昂著頭，四隻腳拼命地撐著，掙扎著向前走，但總是移不開步。中國一些顯赫石碑的基座都由贔屭馱著，在碑林和一些古跡勝地中都可以看到。

在《酉阳杂俎·前集卷10》和《子不语·卷6》有贔屭精的故事，贔屭为化为女子的妖物。

## 建築運用

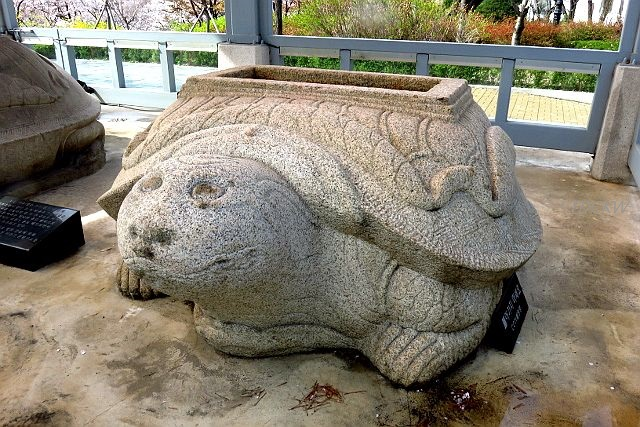
韓國首爾蠶室三田渡碑旁沒有馱碑的贔屭。

在拆除北京舊城牆時，在嘉靖年間建造的東便門和西便門的城牆下各發現半個贔屭，因此有好事者穿鑿附會「贔屭馱著北京城之說」，事實上城門、寺廟是古碑文密集處之一，挖出贔屭不足為奇，如壽縣古城靖淮門及北京碧雲寺贔屭。
台灣現存有十座龜趺御碑，乃清乾隆皇帝為了表彰福康安平定林爽文事件所賜。石碑高3.1公尺，寬1.4公尺，以金門「麻糬石」雕刻而成，其中四座全刻滿文，四座全刻漢文，二座漢滿文合刻。龜趺御碑運抵台南府時，其中一龜座不慎掉入港內，於是另以砂岩仿造一座，原座直到1911年才被台南漁民撈起，供奉在南廠保安宮內。碑座中的九座在赤崁樓中保存，另漢滿文合刻的一座則立於嘉義，這碑座經數次遷移，現安置於嘉義公園中，名為福康安紀功碑。

## 相關
- 判官贔屓
- 传说生物列表
- 中国传说生物
- 中國妖怪列表
- 龍生九子